# Canton de Mazamet-1
Le canton de Mazamet-1 est une circonscription électorale française du département du Tarn.

## Histoire
Un nouveau découpage territorial du Tarn entre en vigueur à l'occasion des premières élections départementales suivant le décret du 17 février 2014. Les conseillers départementaux sont, à compter de ces élections, élus au scrutin majoritaire binominal mixte. Les électeurs de chaque canton élisent au Conseil départemental, nouvelle appellation du Conseil général, deux membres de sexe différent, qui se présentent en binôme de candidats. Les conseillers départementaux sont élus pour 6 ans au scrutin binominal majoritaire à deux tours, l'accès au second tour nécessitant 12,5 % des inscrits au 1er tour. En outre la totalité des conseillers départementaux est renouvelée. Ce nouveau mode de scrutin nécessite un redécoupage des cantons dont le nombre est divisé par deux avec arrondi à l'unité impaire supérieure si ce nombre n'est pas entier impair, assorti de conditions de seuils minimaux. Dans le Tarn, le nombre de cantons passe ainsi de 46 à 23.
Le canton de Mazamet-1 est formé de communes issues des anciens cantons de Mazamet-Sud-Ouest (3 communes), de Mazamet-Nord-Est (2 communes) et de Labruguière (3 communes) et d'une fraction de la commune de Mazamet. Il est entièrement inclus dans l'arrondissement de Castres. Le bureau centralisateur est situé à Mazamet.

## Représentation
| Période élective | Période élective | Mandat | Mandat   | Identité           | Nuance | Nuance | Qualité |
| ---------------- | ---------------- | ------ | -------- | ------------------ | ------ | ------ | --- |
| 2015             | 2021             | 2015   | 2021     | Christelle Cabanis |        | DVG    | Professeur de sciences Adjointe au maire de Lagarrigue |
| 2015             | 2021             | 2015   | 2021     | Didier Houlès      |        | PS     | Gérant de société Ancien conseiller général du Canton de Mazamet-Sud-Ouest (1998-2015) Ancien maire d'Aussillon 2ème Vice-Président du Conseil départemental |
| 2021             | 2028             | 2021   | en cours | Christelle Cabanis |        | PRG    | Conseillère sortante |
| 2021             | 2028             | 2021   | en cours | Didier Houlès      |        | PS     | Conseiller sortant, 2ème vice-président chargé de l'insertion et de l'emploi                                                                                 |

### Résultats détaillés

#### Élections de mars 2015
À l'issue du 1er tour des élections départementales de 2015, deux binômes sont en ballottage : Christelle Cabanis et Didier Houles (DVG, 35,66 %) et Doriane Albarao et Patrick Saïs (FN, 30,78 %). Le taux de participation est de 56,75 % (7 849 votants sur 13 832 inscrits) contre 58,71 % au niveau départemental et 50,17 % au niveau national.
Au second tour, Christelle Cabanis et Didier Houles (DVG) sont élus avec 56,25 % des suffrages exprimés et un taux de participation de 58,74 % (4 104 voix pour 8 125 votants et 13 832 inscrits).

#### Élections de juin 2021
Le premier tour des élections départementales de 2021 est marqué par un très faible taux de participation (33,26 % au niveau national). Dans le canton de Mazamet-1, ce taux de participation est de 38,09 % (5 002 votants sur 13 133 inscrits) contre 39,08 % au niveau départemental. À l'issue de ce premier tour, deux binômes sont en ballottage : Christelle Cabanis et Didier Houles (DVG, 52,25 %) et Thierry Escande et Marion Gaillard (RN, 28,41 %).
Le second tour des élections est marqué une nouvelle fois par une abstention massive équivalente au premier tour. Les taux de participation sont de 34,36 % au niveau national, 39,14 % dans le département et 38,48 % dans le canton de Mazamet-1. Christelle Cabanis et Didier Houles (DVG) sont élus avec 65,44 % des suffrages exprimés (3 052 voix pour 5 054 votants et 13 133 inscrits),,.

## Composition
| Nom                             | Code Insee | Intercommunalité      | Superficie (km2) | Population (dernière pop. légale)               | Densité (hab./km2) | Modifier                                    |
| ------------------------------- | ---------- | --------------------- | ---------------- | ----------------------------------------------- | ------------------ | ------------------------------------------- |
| Mazamet (bureau centralisateur) | 81163      | CA de Castres-Mazamet | 72,08            | Fraction : 2 393 (2022) Commune : 10 123 (2022) | 140                | modifier les données · modifier les données |
| Aiguefonde                      | 81002      | CA de Castres-Mazamet | 19,13            | 2 507 (2022)                                    | 131                | modifier les données · modifier les données |
| Aussillon                       | 81021      | CA de Castres-Mazamet | 10,26            | 5 617 (2022)                                    | 547                | modifier les données · modifier les données |
| Boissezon                       | 81034      | CA de Castres-Mazamet | 19,36            | 392 (2022)                                      | 20                 | modifier les données · modifier les données |
| Caucalières                     | 81066      | CA de Castres-Mazamet | 12,80            | 288 (2022)                                      | 23                 | modifier les données · modifier les données |
| Lagarrigue                      | 81130      | CA de Castres-Mazamet | 4,86             | 1 786 (2022)                                    | 367                | modifier les données · modifier les données |
| Noailhac                        | 81196      | CA de Castres-Mazamet | 20,77            | 835 (2022)                                      | 40                 | modifier les données · modifier les données |
| Payrin-Augmontel                | 81204      | CA de Castres-Mazamet | 12,84            | 2 193 (2022)                                    | 171                | modifier les données · modifier les données |
| Valdurenque                     | 81307      | CA de Castres-Mazamet | 5,99             | 886 (2022)                                      | 148                | modifier les données · modifier les données |
| Canton de Mazamet-1             | 8116       |                       |                  | 16 897 (2022)                                   |                    | modifier les données                        |

Le canton de Mazamet-1 comprend :
1. huit communes,
2. la partie de la commune de Mazamet située à l'ouest d'une ligne définie par l'axe des voies et limites suivantes : à partir de la limite territoriale de la commune d'Aussillon, avenue du Maréchal-Foch, avenue Albert-Rouvières, rue Édouard-Barbey, cours René-Reille, rue Paul-Brénac, boulevard du Maréchal-Soult, avenue Georges-Guynemer, jusqu'à la limite territoriale de la commune d'Aussillon.

## Démographie
En 2022, le canton comptait 16 897 habitants, en évolution de −2,34 % par rapport à 2016 (Tarn : +2,52 %, France hors Mayotte : +2,11 %).
| 2013   | 2018   | 2022   |
| ------ | ------ | ------ |
| 17 511 | 17 296 | 16 897 |